# Maynooth
Maynooth (forma anglicizzata) o Maigh Nuad (in irlandese) è una cittadina situata nel nord della contea di Kildare, in Irlanda.
Sorge sulla R148 tra Leixlip e Kilcock, lungo l'autostrada M4. Altre strade collegano la cittadina a Celbridge, Clane, e Dunboyne. L'antico nome di Maynooth significa pianura di Nuada. Negli Annali dei Quattro Maestri, Nuada è indicato come il nonno materno del leggendario Fionn mac Cumhail.
Nella cittadina si trovano due istituti di istruzione di terzo livello: il St. Patrick's College fondato dal Re Giorgio III nel 1795 e l'Università di Maynooth, facente parte del sistema federale di università dell'Università Nazionale d'Irlanda (NUI).
La cittadina ha una popolazione di oltre 12 000 abitanti anche se in realtà gran parte della popolazione è transitoria costituita da studenti alla NUI o lavoratori temporanei impiegati nelle vicine aziende Intel e Hewlett-Packard (entrambe con sede a Leixlip).

## Storia
La città è uno dei centri storici di maggiore importanza, con il Maynooth Castle e la famosa Carton House antica residenza dei Duchi di Leinster e progettata dall'architetto Richard Cassels. Il castello fu la fortezza di Thomas FitzGerald, decimo Conte of Kildare, figura storica del XVI secolo meglio conosciuta come Thomas della Seta. Fu espugnato nel 1535, dopo che il Conte si era ribellato al sovrano. La città è situata al limite interno del confine occidentale del Pale Inglese, regione attorno a Dublino in cui gli inglesi trovavano riparo dagli attacchi dei gaelici.
Gli edifici storici di maggiore importanza della città sono quelli appartenenti al St. Patrick's College, alcuni dei quali sono persino antecedenti alla fondazione dell'università, mentre altri risalgono al tardo periodo Georgiano e al neogotico. Le costruzioni più recenti furono costruite da A.W.N. Pugin nel 1850 mentre l'importante Cappella del College fu progettata e completata da J.J. McCarthy nel periodo della presidenza del Dr. Robert Browne nel 1894.
Negli anni venti, la città fu la sede non ufficiale del rappresentante del Re in Irlanda: Domhnall Ua Buachalla decise di non risiedere ufficialmente presso gli Appartamenti del Viceré a Phoenix Park, mentre la sua famiglia lavorò in un emporio in città fino al 2005, l'unico negozio della città che abbia mantenuto negli anni un nome Irlandese.
Vicino alla città si può trovare il famoso Connolly's Folly che, anche se conteso dalla vicina cittadina di Celbridge che sorge a minore distanza, viene considerato parte del vasto territorio comunale di Maynooth.

## Economia
La città ha un importante ruolo per il commercio e altri servizi per la zona nord di Kildare e per l'intero sud della Contea di Meath; vi sono infatti filiali di SuperValu, Tesco Ireland, ALDI e Lidl, oltre a molti negozi indipendenti. Nell'ottobre 2005, Dunnes Stores ha aperto un grande centro commerciale sulla strada principale, Manor Mills, che raccoglie molti negozi.
In città sono presenti una stazione dei Vigili del Fuoco, la maggior stazione di Gardai della regione, un centro benessere, una biblioteca e una Cooperativa.
Verso la metà degli anni ottanta la città ottenne una certa fama per essere stato uno dei primi centri in Irlanda ad avere installato i telefoni a scheda.

## Infrastrutture e trasporti
La cittadina ha una sua stazione ferroviaria che è il capolinea di gran parte dei servizi ferroviari della zona occidentale della Iarnród Éireann, ed è inoltre servita dall'InterCity di Sligo. Anche gli autobus della compagnia Dublin Bus sono in servizio in città.

## Nuovo sviluppo del Bond Bridge
Lo storico Bond Bridge, costruito nel 1798 sulla strada per Rathcoffey è stato demolito e ricostruito ex novo nel 2005-2006.I lavori sono stati oggetto di una lunga polemica da parte di alcuni residenti che sostenevano che la sostituzione del ponte potrebbe causare incidenti stradali. Ci sono state inoltre obiezioni alla demolizione del ponte esistente a causa della sua importanza storica, dei costi sostenuti dal Concilio della Contea di Kildare e dal fatto che non vi si sono mai verificati incidenti stradali mortali. Il costo complessivo dell'opera viene valutato intorno ai 5,6 milioni di euro.

## Amministrazione

### Gemellaggi
- Canet-en-Roussillon, dal 2011[5]